# Кот, Виктор Севастьянович
Ви́ктор Севастья́нович Кот (род. 8 ноября 1940, пос. Алексеево-Орловка, ныне в черте г. Шахтёрск, Донецкая область, Украина) — советский и российский военный лётчик и военачальник, Герой Советского Союза (1982), генерал-полковник (19.04.1993), заслуженный военный лётчик Российской Федерации (1993).

## Биография
Родился 8 ноября 1940 года в посёлке Алексеево-Орловка (ныне в черте города Шахтёрск Донецкой области, Украина). В 1958 году окончил 10 классов школы рабочей молодёжи в городе Снежное Донецкой области. В 1957—1959 годах работал электрослесарем на шахте № 33-бис (город Снежное).
В Советской армии с августа 1959 года. В 1960 году окончил 10-е военное авиационное училище первоначального обучения лётчиков (город Кременчуг Полтавской области), в 1964 году — Черниговское высшее военное авиационное училище лётчиков. До 1970 года служил лётчиком, старшим лётчиком и заместителем командира авиаэскадрильи по политчасти в истребительном авиаполку (в Закавказском военном округе). В 1968 году окончил трёхмесячные курсы подготовки заместителей командиров по политчасти при Военно-воздушной академии имени Ю. А. Гагарина (Монино), в 1973 году — Военно-воздушную академию имени Ю. А. Гагарина..
До 1979 года служил командиром авиаэскадрильи, заместителем командира и командиром истребительного авиаполка в Группе советских войск в Германии. В 1978 году окончил двухмесячные академические курсы при Военно-воздушной академии имени Ю. А. Гагарина. В 1979—1983 годах командовал 27-м гвардейским истребительным авиационным полком в Среднеазиатском военном округе (аэродром Уч-Арал, Алматинская область).
Участник боевых действий в Афганистане (июнь 1981 — июль 1982). Принимал участие в 12 крупных операциях по разгрому бандформирований, различных коммуникаций и складов. Совершил 415 боевых вылетов на истребителе МиГ-21бис. За мужество и героизм, проявленные при выполнении интернационального долга, Указом Президиума Верховного Совета СССР от 20 сентября 1982 года гвардии полковнику Коту Виктору Севастьяновичу присвоено звание Героя Советского Союза с вручением ордена Ленина и медали «Золотая Звезда».
В 1983—1984 — командир смешанной авиадивизии в Дальневосточном военном округе, в 1984—1985 — заместитель командующего ВВС Дальневосточного военного округа по истребительной авиации.
В декабре 1985 — ноябре 1987 — командующий ВВС — заместитель командующего 40-й армией по авиации. Осуществлял руководство всеми советскими авиационными соединениями в Афганистане, принимал непосредственное участие в руководстве 7 боевыми операциями. В январе — марте 1987 года разрабатывал планы и принимал непосредственное участие в боевых действиях в провинции Кандагар, в апреле 1987 года — в провинциях Логар и Пактия, в июне — июле 1987 года — в провинции Вардак.
В ноябре 1987 — июне 1988 — первый заместитель командующего ВВС Прибалтийского военного округа (с февраля 1988 — 15-й воздушной армией). В июне 1988 — августе 1989 — командующий ВВС Центральной группы войск (Чехословакия), в августе 1989 — мае 1992 — начальник авиации войск Юго-Западного направления.
В мае — июле 1992 — начальник управления Межведомственной комиссии Единой системы управления воздушным движением. С июля 1992 года по июль 2000 года — 1-й заместитель главнокомандующего Военно-воздушными силами. В марте 1994 года и марте 1995 года выезжал в Таджикистан для координации действий авиации миротворческих сил, в мае 1995 года участвовал в планировании действий авиации в Чечне. С июля 2000 года генерал-полковник В. С. Кот — в запасе.
Живёт в Москве. В 2000—2012 годах работал советником губернатора Московской области.

## Награды и почётные звания
- Герой Советского Союза (20 сентября 1982);
- Орден «За заслуги перед Отечеством» IV степени (28 августа 1995);
- орден Ленина (20.09.1982);
- три ордена Красного Знамени (21 февраля 1978; 4 февраля 1982; 19 декабря 1991);
- орден «За службу Родине в Вооружённых Силах СССР» III степени (22 февраля 1990);
- государственные и ведомственные медали;
- иностранные награды;
- Заслуженный военный лётчик Российской Федерации (22 февраля 1993);
- Премия Правительства Российской Федерации за значительный вклад в развитие Военно-воздушных сил (17 декабря 2012) — за организацию и руководство строительством и развитием Военно-воздушных сил на соответствующих командных должностях[2].